# Emil Brunner
Emil Brunner (født 23. december 1889 i Winterthur, død 6. april 1966 i Zürich) var en schweizisk evangelisk-reformert teolog.